# 松山市立桑原中学校
松山市立桑原中学校（まつやましりつ くわばらちゅうがっこう）は、愛媛県松山市にある公立中学校。

## 所在地
〒790-0912
愛媛県松山市畑寺町丙238番28号

## 沿革
- 1984年 - 設立。
  - 9月5日 - 校訓決定。
  - 9月18日 - 校歌制定。
  - 10月31日 - 第1回30kmチャレンジ遠足開催。

## 主な出身者
- 白濱亜嵐（ダンサー：GENERATIONS／EXILE）[1]
- ラブリ（ファッションモデル）

## 校区
- 松山市

桑原1〜7丁目、三町1〜3丁目、正円寺1〜4丁目、新石手、樽味1〜4丁目、束本1・2丁目、畑寺町、畑寺1〜4丁目、東野1〜6丁目、松末1・2丁目（福音寺町4丁目）